# ペール缶

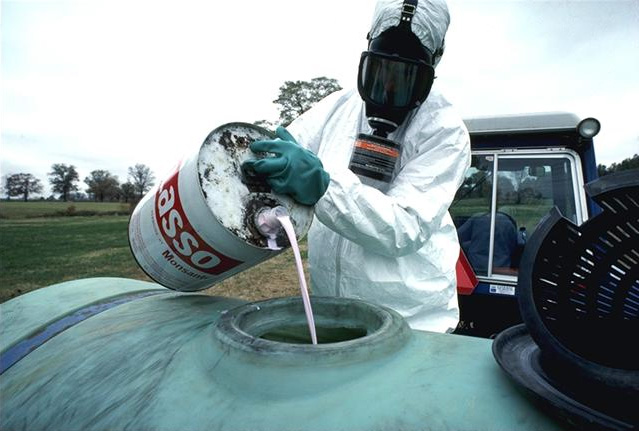
ペール缶

ペール缶（ペールかん、英語: Pail）は、18または20リットルの鋼鉄製の缶のこと。潤滑油や塗料、溶剤などの液体を入れて運搬・貯蔵に用いられる。
日本以外、もしくは広義では、容量は約3から50リットル（1ガロンから12ガロン）まで幅広く、材質もブリキやアルミニウム、プラスチックなどであってもペール缶と呼ばれるが、日本のJISで規格化されているものは上記の通り（18または20リットルの鋼鉄製の缶）である。

## 歴史
鋼製ペール缶は、1930年代にアメリカで開発されヨーロッパ各国に広まり、日本には1950年代に輸入され始めた。朝鮮戦争が発生すると在日米軍から補給物資の輸送、貯蔵用容器として、いわゆる「JAN-P缶」（Joint Army Navy Package、陸海軍統一包装）が発注され、日本国内での鋼製ペール缶製造の契機となった。
昭和30年代後半から、労働力不足による充填・梱包の省力化要請にペール缶の存在が合致したこと、メートル法への準拠で20リットル缶への移行が進んだこと、高度経済成長期に高級潤滑油の需要が伸びカラー印刷がなされ高級品のイメージを与えるペール缶が人気となったこと、1966年ごろから鋼製ペール缶の自動生産ラインが導入され始めたこと、テーパ型ペール缶の製造が始まったこと等があって、ペール缶の需要は大きく伸びた。
1967年5月1日にペール缶のJIS規格が制定。
2002年度の生産量は2305万本。

## 構造と特徴
ペール缶は、鋼板でできているため丈夫である、リサイクル可能である等のドラム缶の特徴を持っているが、この他に以下の特徴を持つ。
印刷可能
オフセット印刷により鋼板に直接きれいな印刷を行うことができ、中身のイメージアップ・高級感を図ることができる。
胴体の形状
胴体にテーパを付けたテーパペール（T型）とストレートなストレートペール（S型）がある。T型が出荷量のおよそ80%を占める。
テーパペールは在庫する時また輸送時にスペース面で有利である。
蓋
天ぶた／天板には、天板取り外し式ラグタイプ・天板取り外し式バンドタイプ・天板固着式の3種があり、前2種は蓋を取り外すことが可能である。充填が速やかに行え、また取り外し可能な蓋のものは中身の確認も容易である。
充填後天板の締め付けで梱包終了
段ボール、木箱など外装が不要である。
取っ手
手で持つための取っ手が付いているものが多い。このため、使用後のペール缶をバケツ代わりに利用することも多い。